# Cornelis Springer
Cornelis Springer (25. května 1817, Amsterdam – 18. února 1891, Hilversum) byl nizozemský malíř architektury a prospektů a litograf.

## Život
Vystudoval na Amsterdamské akademii umění a do roku 1837 se školil u významných nizozemských malířů specializovaných na městské veduty (Jacob van der Stock, Johann Weisenbruch, Herman Frederik Carl ten Kate). Byl soukromým žákem Kaspara Karsena. V letech 1845-1855 vytvořil množství kreseb pro litografickou dílnu Franze Buffa a synů. Získal řadu uznání na velkých výstavách (Zlatá medaile v La Haye, 1857, v Paříži, 1867).
Byl jmenován členem Akademie v Rotterdamu a vyznamenán Leopoldovým řádem. Springerova díla jsou zastoupena ve šlechtických sbírkách, např. v sídlech Liechtensteinů na Moravě a ve Vídni a v mnoha sbírkách světových galerií (Museum of Fine Arts in Boston, Rijksmuseum in Amsterdam, Philadelphia Museum of Art, Cheltenham Art Gallery & Museum, Teylers Museum in Haarlem).

## Dílo
Cornelis Springer maloval v tradici Zlatého věku nizozemské malby 17. století. Kladl důraz na formu a ustupující perspektivní prostor, účinky světla a stínů. K zobrazení historických architektonických celků přistupoval volně a některé prvky dotvářel, aby zdůraznil zvláštnost místa.

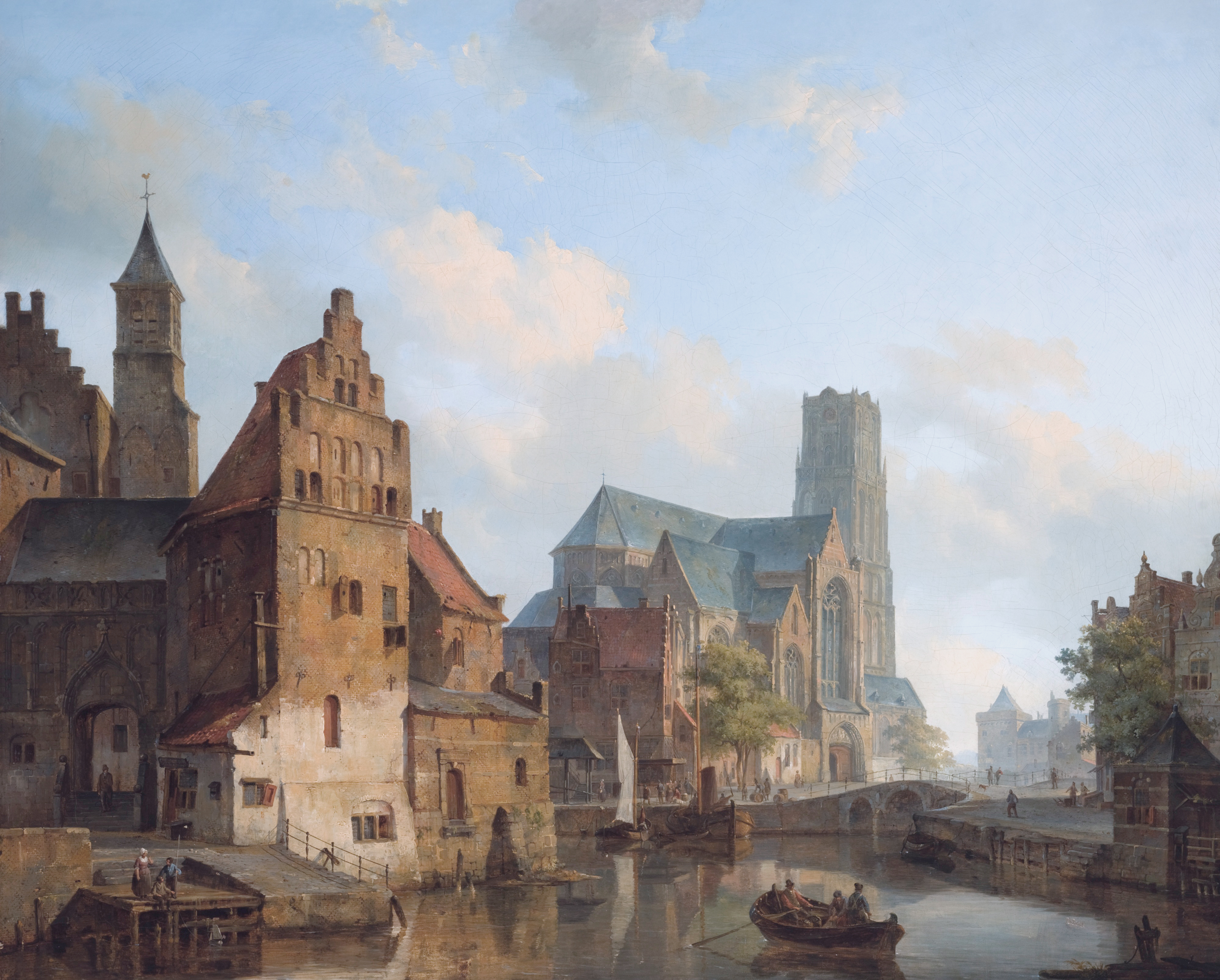
Delftse Vaart and the St Laurens church in Rotterdam, 1840
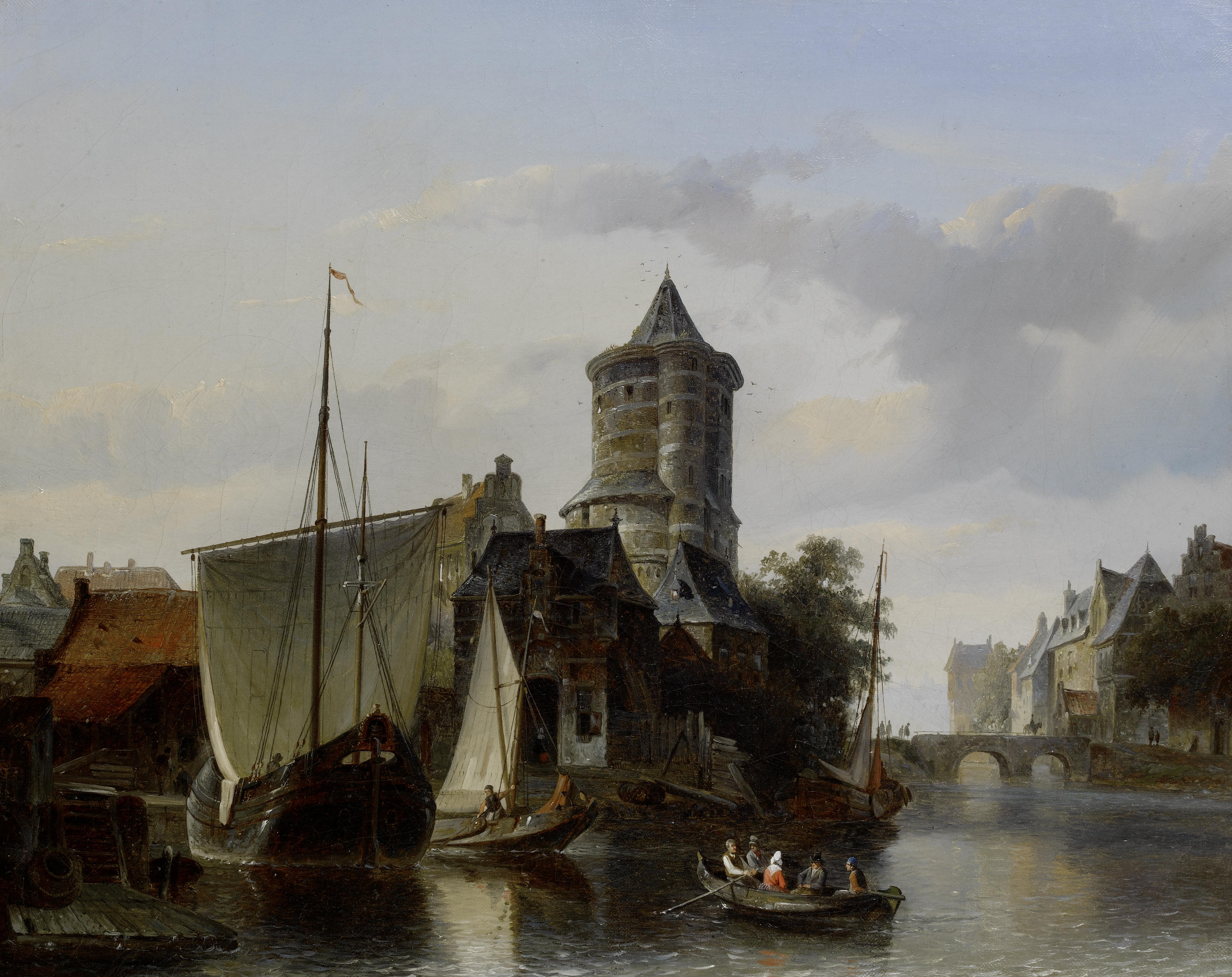
Continental harbour scene, 1845
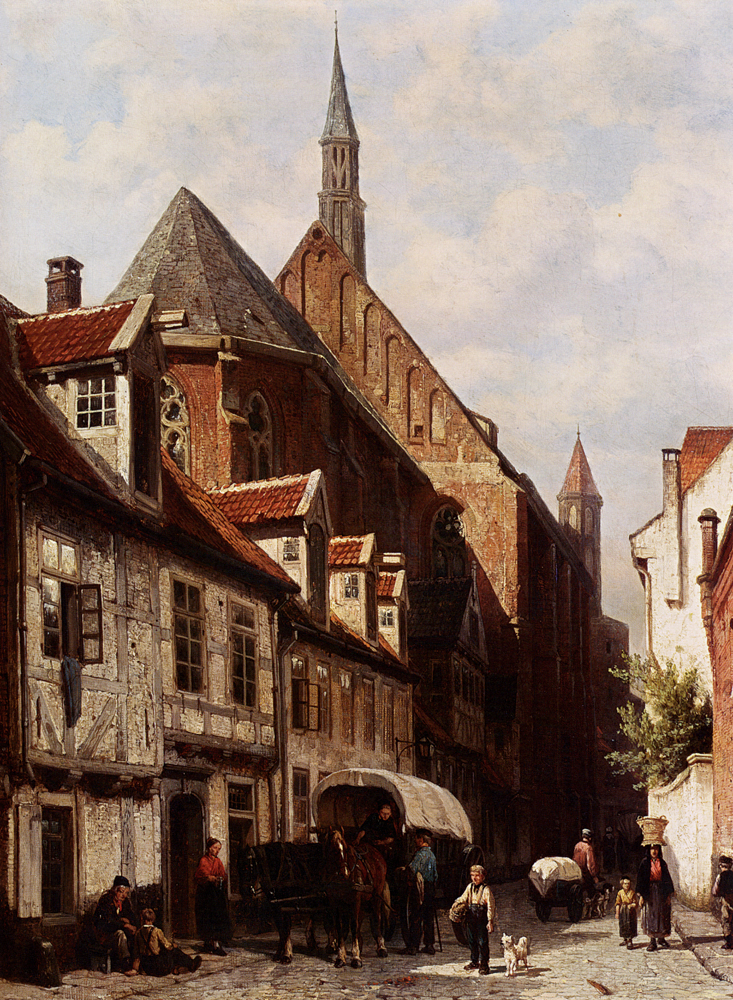
A Busy Street In Bremen, kolem 1864
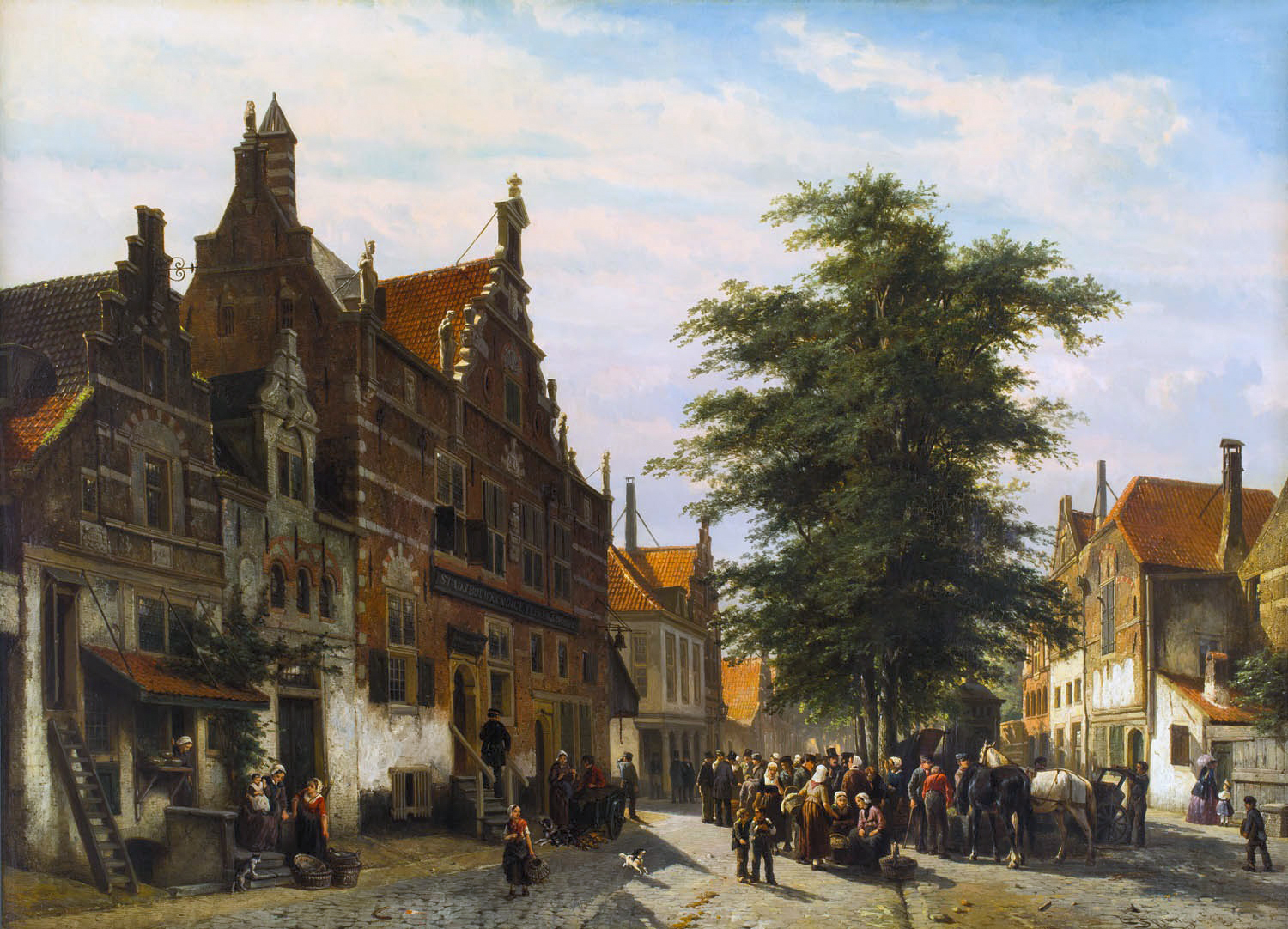
Cheese market with the Weigh house in Enkhuizen, 1868

### Známá díla
- Radnice ve Sproendenu, 1870, Národní galerie v Praze, odkaz Josefa Hlávky